# 오다이노가타

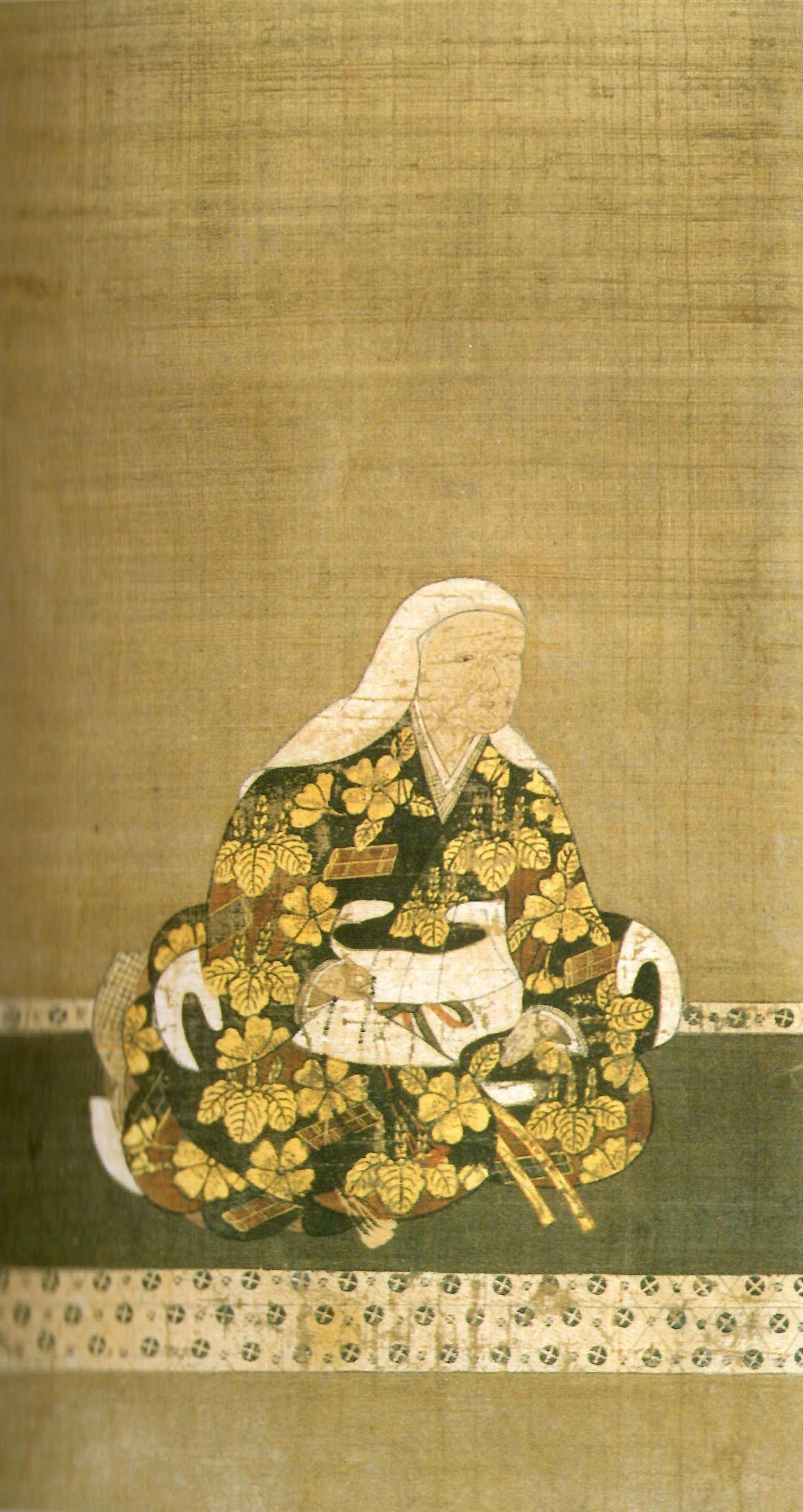
오다이노가타

오다이노가타(일본어: 於大の方, 1528년 ~ 1602년 10월 13일)는 센고쿠 시대부터 아즈치모모야마 시대까지의 여성으로 마쓰다이라 히로타다(松平広忠)의 정실이자 도쿠가와 이에야스(徳川家康)의 생모이다. 흔히 덴즈우인(伝通院)으로도 불린다. 이름은 다이(大), 太, 혹은 그냥 たい로도 불렸다. 1850년 10월 29일 조정의 종1위의 직위에 오르면서 받은 '다이코(大子)'라는 이름도 있다.

## 생애
1528년 오가와 성(緒川城)에서 태어났다. 부친은 오와리국(尾張国) 지타군(知多郡)의 호족 미즈노 다다마사(水野忠政)이며 모친은 미카와국(三河国) 출신의 오토미(於富)이다. 일설에는 생부는 아오야마 마사노부(青山政信)이며 미즈노 다다마사는 양부라는 설도 있다.
미즈노 다다마사의 미카와 영지가 도쿠가와 이에야스의 조부인 마쓰다이라 기요야스(松平清康)의 손에 평정된 뒤 승자인 마쓰다이라 기요야스는 미즈노 다다마사에게 그의 아내 토미를 요구하였고, 이에 토미는 남편과 강제로 이혼하고 딸인 다이와도 헤어져 마쓰다이라 기요야스의 후처가 되었다. 그러나 마쓰다이라 기요야스는 1535년 25세의 나이에 가신 아베 마사토요(阿部正豊)의 손에 암살당하였다.
토미의 주선으로 마쓰다이라 기요야스의 아들이자 오토미의 양아들이었던 마쓰다이라 히로타다(松平広忠)는 1541년 16세 때 오토미의 친딸인 14세의 오다이와 결혼하였다. 이 혼인에서 오다이는 아들 다케치요(竹千代, 후일의 도쿠가와 이에야스)를 얻었다.
그러나 다이의 아버지 미즈노 다다마사가 사망하고, 뒤를 이은 오빠 미즈노 노부모토(水野信元)가 이마가와 가문의 보호를 받고 있던 도쿠가와 가문을 배반하고 이마가와 가문의 정적인 오와리의 오다 가문의 휘하에 들어가면서 다이의 입지는 매우 어려워졌다. 이마가와 측에 충성의 표시를 할 필요가 있었던 도쿠가와 히로타다가 가신들에게 설득당하면서 오다이는 이혼당한 뒤 친정인 가리야 성(刈谷城)으로 보내졌다. 당시 아들인 도쿠가와 이에야스의 나이는 2세였다.
이후 1547년 노부모토의 뜻으로 지타군 아구이의 성주인 히사마쓰 도시카쓰(久松俊勝)와 재혼하였다. 도시카쓰 또한 재혼으로, 첫 부인 역시 미즈노 가문 출신의 여인이었으나 그녀가 사망한 뒤 미즈노와의 재 동맹을 위해 오다이를 맞아들인 것으로 보인다. 두 사람 사이에서는 3남 3녀가 태어났다.
오케하자마 전투(桶狭間の戦い) 이후 이마가와 가문으로부터 독립하고 오다 가문과 동맹을 맺은 이에야스는 히사마쓰와 오다이 사이에서 태어난 세 아들에게 마쓰다이라 성을 내리고 가신으로 받아들인 뒤 다이를 다시 어머니로 맞아들였다. 다이는 남편 도시카쓰가 사망한 뒤 머리를 깎고 불문에 귀의하였다.
이후 1602년 도요토미 히데요시(豐臣秀吉)의 정실인 기타노만도코로(北政所)와 교토를 방문, 고요제이 천황(後陽成天皇)을 알현한 뒤 같은 해 교토의 후시미성(伏見城)에서 사망하였다. 유골은 에도 덴쓰인에 안장되었다.

## 자녀
- 마쓰다이라 히로타다와의 자녀
  - 도쿠가와 이에야스
- 히사마쓰 도시카쓰와의 자녀
  - 마쓰다이라 야스모토 - 시모사국 이자사 지역에서 하타모토로 존속한다
  - 마쓰다이라 야스토시(松平康俊) - 야스토시의 후손은 다코 번주로서 존속한다.
  - 마쓰다이라 사다카쓰 - 사다카쓰의 직계는 이요 마쓰야마 번주로서 존속하며 사다카쓰의 분가는 구와나번주, 이마바리번주로서 존속한다.
  - 다케히메 : 마쓰다이라 다다마사, 마쓰다이라 다다요시, 호시나 마사나오의 정실
  - 마쓰히메 : 도다가의 마쓰다이라 야스나가의 정실
  - 덴케이인 : 다케노야가의 마쓰다이라 이에키요의 정실

다케히메는 어미처럼 재혼하는 동안 씨다른 자식을 많이 낳았다. 사쿠라이가의 당주였던 다다마사(사쿠라이 가 4대 당주), 다다요시(사쿠라이가 5대 당주)는 친형제 간이며 다다마사와의 자식인 이에히로(사쿠라이가 6대 당주)와 다다요시와의 자식인 노부요시(다다요시의 장남, 후지이가 3대 당주), 다다요리(다다요시의 차남, 사쿠라이가 7대 당주)와는 부계로는 사촌간이자 모계로는 친형제사이다. 게다가 이에히로는 자식이 없이 25살의 나이로 요절하여 다다요시를 양자로 들였다. 그 외에도 호시나 마사나오와도 마사사다, 호조 우지시게(다마나와 호조 가 당주), 에이히메(구로다 나가마사의 계실) 등의 자식을 많이 낳았다. 후에 손녀 에이히메는 장남 이에야스의 양녀가 된다.

## 같이 보기
- 히사마쓰씨